# Mr. Chin's Gourmet Paradise
Mr. Chin's Gourmet Paradise é um Jogo de videogame do gênero de plataforma e que foi desenvolvido pela Romstar, sendo lançado no ano de 1990 para o Game Boy, console portátil da empresa japonesa Nintendo. O jogo apenas poder ser jogado em Single player.
No jogo a persongem deve passar por diversos níveis coletando energizadores para poder completá-lo.